# Sandy Creek (Utah)
Pour les articles homonymes, voir Sandy Creek.
La Sandy Creek est un cours d'eau américain coulant dans les comtés de Garfield et de Wayne, dans l'Utah, et un affluent de la Fremont, donc un sous-affluent du fleuve Colorado, par la Dirty Devil.

## Géographie
D'environ 25 km de longueur, elle traverse brièvement le parc national de Capitol Reef puis reçoit les eaux de l'Oak Creek avant de se jeter dans la Fremont, à 1 414 m d'altitude.

## Affluents
- Oak Creek